# Carbothermische reductie
Een carbothermische reductie (ook wel aangeduid als carbothermische reactie) is een specifieke anorganische reactie waarbij koolstof bij verhoogde temperatuur gebruikt wordt als reductor. De temperatuur bedraagt meestal enkele honderden graden Celsius.
Dit soort reducties wordt hoofdzakelijk ingezet om de zuivere elementen (hoofdzakelijk metalen) uit hun verbindingen (meestal als oxide) te isoleren. Toch lukt dit niet bij alle verbindingen: natrium en kalium kunnen niet rechtstreeks uit hun overeenkomstig oxide geïsoleerd worden. Het Ellinghamdiagram kan een leidraad vormen om te zien welke metaalverbindingen via een carbothermische reductie kunnen reageren.
Daarnaast kan een carbothermische reductie gebruikt worden voor de bereiding van bepaalde verbindingen. Een voorbeeld is de synthese van bariumsulfide uit bariumsulfaat:
{\displaystyle {\ce {BaSO4 + 2C -> BaS + 2 CO2}}}

## Thermodynamica
Aangezien koolstof de reductor is, wordt het zelf geoxideerd tot koolstofmonoxide en soms tot koolstofdioxide, beide gassen. Het gemak waarmee deze omzetting gebeurt is afhankelijk van de reactie-entropie: twee vaste stoffen (het oxide en koolstof) worden immers omgezet in een vaste stof (metaal) en een gas. Dit leidt tot een verhoging van de entropie, hetgeen een facilitatie van het proces in de hand werkt. De enige reden waarom een verhoogde temperatuur moet aangewend worden, is de versnelling van de diffusie van beide vaste reagentia.

## Toepassingen
De belangrijkste toepassing van een carbothermische reductie is de productie van ijzer uit ijzerertsen:
{\displaystyle {\ce {2Fe2O3 + 3C -> 4Fe + 3 CO2}}}
Daarnaast wordt het gebruikt bij de industriële productie van fosfor. Hierbij wordt calciumfosfaat (apatiet of fluorapatiet) met zand en koolstof verhit tot 1200 à 1500°C:
{\displaystyle {\ce {4Ca5(PO4)3F + 18SiO2 + 30C -> 3P4 + 30CO + 18CaSiO3 + 2CaF2}}}
De carbothermische reductie wordt ook ingegezet bij het scheiden van titanium en ijzer uit ilmeniet. Bij dit proces worden ilmeniet, koolstof en chloorgas verhit tot 1000°C:
{\displaystyle {\ce {2FeTiO3 + 6C + 7Cl2 -> 2 TiCl4 + 2FeCl3 + 6CO}}}
Bij sommige metalen, zoals hafnium, wordt bij een carbothermische reductie het overeenkomstige carbide (hafnium(IV)carbide) gevormd:
{\displaystyle {\ce {HfO2 + C -> HfC + O2}}}